# Луцій Папірій Мугіллан
Луцій Папірий Мугіллан (кінець V ст. до н. е.) — політичний, державний і військовий діяч ранньої Римської республіки, консул 427 року до н. е., військовий трибун з консульською владою 422 року до н. е.

## Життєпис
Представник патриціанського роду Папіріїв. Син Луція Папірія Мугіллана, консула 444 року до н. е. Про молоді роки Луція Папірія мало відомостей. 
У 427 році до н. е. його було обрано консулом разом з Гаєм Сервілієм Структом Агалою. Втім чимось суттєвим на цій посаді не відзначився. 
У 422 році до н. е. його було обрано військовим трибуном з консульською владою. Спочатку на цій посаді вів політику проти плебеїв, стояв на захисті інтересів патриціїв. Втім поступово для зменшення збурень прийшов до думки примирення патриціїв та плебеїв. 
У 420 році до н. е. призначений інтеррексом для проведення виборів магістратів. Того ж року провів закон, згідно з яким посаду квестора могли займати як патриції, та й плебеї. 
У 418 році до н. е. обраний цензором. Можливо був цензором і в 389 році до н. е., хоча цьому є багато заперечень.
З того часу про подальшу долю Луція Папірія Мугіллана згадок немає.